# Жемайтская Кальвария
Жемайтская Кальвария или Жемайчю-Калвария (лит. Žemaičių Kalvarija) — местечко на северо-западе Литвы, в Тельшяйском уезде.
Расположено в исторической области Жемайтия на территории Жемайтского национального парка на реке Вардува на трассе Мажейкяй-Плунге-Таураге.
Находится в 26 км от г. Плунге, в 10 км от Сяда.
Население в 2001 году составляло 798 человек.

## История
Первый раз в исторических источниках Жемайчю-Калвария (ранее — Гардай) упоминается в 1253 г., как куршское поселение с башнями, местами жертвоприношений, захоронений.
Городок сохранил характерную для IX—XIII века сеть дорог и улиц, немало археологических, архитектурных, художественных, сакральных и иных культурных ценностей культурного наследия и природы; впечатляет рельеф городка.
Да середины XVII века носил название — Горды. В 1637 году епископом жемайтским  Юрием Тышкевичем здесь был построен доминиканский монастырь, в 1642 году — основал первую в Великом княжестве Литовском дорогу Крестного пути Христа с 19 часовнями, построил освящённую во имя Марии новую церковь и завещал все это монахам-доминиканцам. Быстро сложился своеобразный обычай храмового праздника, называемого Великая кальвария, происходившего каждый год в первой декаде июля, а также обычай Прохода по горам. Католическая святыня стала известной, а городку присвоили имя Калварии. Доминиканцы с 1644 г. содержали школу, которая в начале XIX в. достигла уровня гимназии. В ней учились Симонас Даукантас, Мотеюс Валанчюс и другие Жемайтийские просветители.
С 1795 года — в составе Российской империи. С 1918 — в составе Литвы.

## Этимология
Кальвария — от латинского Голгофа. Calvary, Calvariae locus — в Вульгате
— место черепов, названное так по черепу Адама. Так называются "скульптурные
композиции на сюжеты страданий Христа, установленные в церкви или часовне; или часовни, построенные на холмах, за чертой города, как, например, Жемайтская Кальвария,
состоящий из небольших часовен, в каждой из которых установлена скульптурная композиция на сюжет страданий Христа.

## Центр паломничества
Является одним из главных культурных и религиозных центров Жемайтии, местом массового паломничества католических верующих. Фестиваль проводится здесь ежегодно в июле в течение двух недель и привлекает тысячи верующих из Литвы и за рубежа.
Первый материал о литовских кальвариях в советской печати опубликовал В. Далматов («Архитектурный ансамбль Вардувы». Журнал «Декоративное искусство СССР», 1973, № 4). В нём комплекс Жемайтийской кальварии описан как «уникальный памятник народного зодчества», который построен для «украшения своего родного края». Такая трактовка ансамбля и публикация в центральной печати с требованием «принять безотлагательные меры по сохранению и реставрации часовен», — помогла его сохранению в период так называемого «бульдозерного атеизма» (конец 1960-начало 1970 гг.) в Литве.
Монастырская базилика — одна из 8 церквей Литвы, которым присвоен почётный статус малой базилики.
В Жемайчю-Калварии находится музей поэта Витаутаса Мачярниса, администрация сельского округа, библиотека, магазины, кафе, автобусная станция. В городке ныне проживают около 800 жителей.

## Галерея
- Малая базилика Явления Пресвятой Девы Марии